# Эспла-де-Серу
Эспла́-де-Серу́ (фр. Esplas-de-Sérou) — коммуна во Франции, находится в регионе Юг — Пиренеи. Департамент коммуны — Арьеж. Входит в состав кантона Сен-Жирон. Округ коммуны — Сен-Жирон.
Код INSEE коммуны — 09118.

## Население
Население коммуны на 2008 год составляло 157 человек.
| 1962 | 1968 | 1975 | 1982 | 1990 | 1999 | 2008 |
| ---- | ---- | ---- | ---- | ---- | ---- | ---- |
| 77   | 133  | 84   | 120  | 91   | 143  | 157  |

## Экономика
В 2007 году среди 116 человек в трудоспособном возрасте (15—64 лет) 92 были экономически активными, 24 — неактивными (показатель активности — 79,3 %, в 1999 году было 75,0 %). Из 92 активных работали 69 человек (41 мужчина и 28 женщин), безработных было 23 (13 мужчин и 10 женщин). Среди 24 неактивных 7 человек были учащимися или студентами, 6 — пенсионерами, 11 были неактивными по другим причинам.

## Достопримечательности
- Военный монумент